# 邦德鎮區 (伊利諾伊州勞倫斯縣)
邦德鎮區（英語：Bond Township）是位於美國伊利諾伊州勞倫斯縣的一個行政鎮區。

## 地方資料
根據2010年美國人口普查的數據，邦德鎮區的面積為91.60平方千米，當中陸地面積為91.60平方千米，而水域面積為0.00平方千米。當地共有人口641人，而人口密度為每平方千米7人。